# 葉爾羌辦事大臣
葉爾羌辦事大臣，清代中國新疆葉爾羌地方的駐紮大臣。乾隆二十四年（1759年），清兵平定大小和卓之亂後，清廷先後命舒赫德、阿里衮、海明赴葉爾羌城（今新疆莎車縣）辦事。次年，副都统新柱代阿里衮駐葉爾羌辦事，此後通稱葉爾羌辦事大臣。道光十一年（1831年），移總理回疆事務參贊大臣駐葉爾羌，通稱“葉爾羌參贊大臣”。同治四年（1865年）以後因發生新疆回亂而空缺。光緒九年（1883年）裁撤參贊、辦事大臣，置莎車直隸州知州一員。不久莎車直隸州升為莎車府。

## 屬員
- 葉爾羌協辦大臣一員，兼理領隊事務。原有葉爾羌領隊大臣二員，乾隆二十六年（1761年）置，後裁撤，置協辦大臣。
  - 章京三員，印房二員，糧餉局一員。乾隆二十六年定為經制。
  - 筆帖式三員，辦理印房事務。
  - 委筆帖式十五員，印房、糧餉局各四員，軍臺七員。
- 卡倫侍衛十二員。乾隆二十六年定為十五員，後裁三員。

### 各營額缺
- 管理滿營佐領二員、驍騎校二員。由巴里坤、古城、吐魯番等處撥派換防。
- 管理綠營副將（原為總兵）一員、遊擊一員、都司二員、千總三員、把總六員、經制外委九員。

### 伯克員額
葉爾羌城
- 三品葉爾羌阿奇木伯克一員，管理葉爾羌回人。
  - 四品伊什罕伯克一員、四品噶匝納齊伯克一員、四品商伯克二員、五品訥克布伯克一員、五品密喇布伯克一員、五品帕察沙布伯克一員、五品克圖瓦爾伯克一員、五品克勒克雅喇克伯克一員、五品斯帕哈子伯克一員、五品拉雅哈子伯克一員、五品喀喇都管伯克一員、六品阿爾巴布伯克一員、六品明伯克一員、六品都官伯克一員、六品帕察沙布伯克一員、六品茂特色布伯克一員、六品什和勒伯克一員、六品巴克瑪塔爾伯克一員、六品匝布梯墨克塔布伯克一員、六品色依得爾伯克一員、六品哲博伯克一員、六品喀爾管伯克一員。

葉爾羌所屬各城伯克：
- 分理托果斯鉛五品阿奇木伯克一員
- 分理齊盤五品阿奇木伯克一員
- 分理哈爾哈里克五品阿奇木伯克一員
- 分理和什喇普五品阿奇木伯克一員
- 分理牌斯鉛五品密喇布伯克一員
- 分理桑珠五品阿奇木伯克一員
- 分理玉喇阿里克六品伯克一員
- 分理色勒庫爾五品阿奇木伯克一員
- 分理巴爾楚克六品阿奇木伯克一員
- 分理塔爾塔克六品伯克一員
- 分理坡斯坎木六品哈子伯克一員
- 分理喇普齊六品密喇布伯克一員
- 分理鄂通楚魯克六品密喇布一員
- 分理鄂普爾六品明伯克一員
- 分理察特西林七品明伯克一員